# Systellorhina
Systellorhina is een geslacht van kevers uit de familie bladsprietkevers (Scarabaeidae). Het geslacht werd voor het eerst wetenschappelijk beschreven in 1895 door Kraatz.

## Soorten
- Systellorrhina baliola (Janson, 1888)
- Systellorrhina erlangeri Preiss, 1902
- Systellorrhina kolbei Moser, 1904
- Systellorrhina kraatzi Preiss, 1902
- Systellorrhina tricolor Moser, 1904